# Провервиль
Проверви́ль (фр. Proverville) — коммуна во Франции, находится в регионе Шампань — Арденны. Департамент — Об. Входит в состав кантона Бар-сюр-Об. Округ коммуны — Бар-сюр-Об.
Код INSEE коммуны — 10306.
Коммуна расположена приблизительно в 190 км к востоку от Парижа, в 85 км южнее Шалон-ан-Шампани, в 50 км к востоку от Труа.

## Население
Население коммуны на 2008 год составляло 266 человек.
| 1962 | 1968 | 1975 | 1982 | 1990 | 1999 | 2008 |
| ---- | ---- | ---- | ---- | ---- | ---- | ---- |
| 284  | 304  | 355  | 331  | 279  | 292  | 266  |

## Администрация
| Период | Период | Фамилия          | Партия        | Примечания |
| ------ | ------ | ---------------- | ------------- | ---------- |
| 2001   | 2008   | Даниель Томазини | Разные правые |            |
| 2008   | 2013   | Людовик Ле Руа   |               |            |
| 2013   |        | Жан-Люк Россель  |               |            |

## Экономика

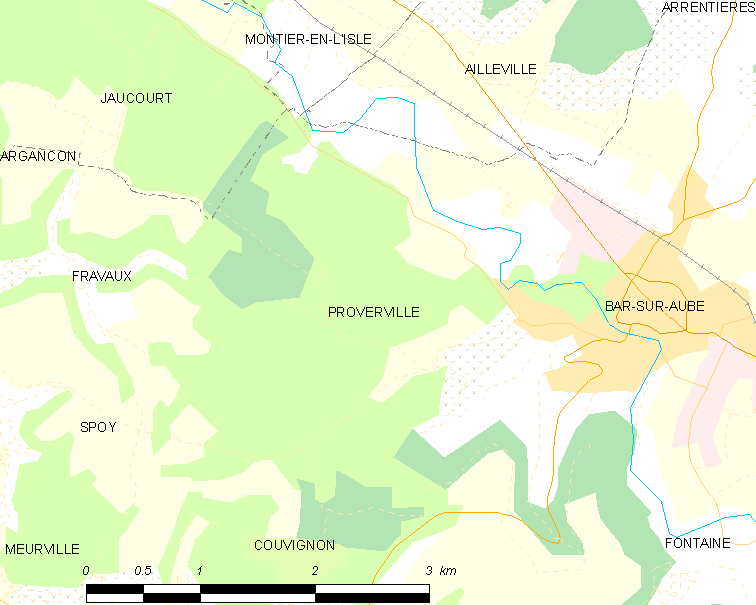
Карта коммуны

В 2007 году среди 170 человек в трудоспособном возрасте (15-64 лет) 118 были экономически активными, 52 — неактивными (показатель активности — 69,4 %, в 1999 году было 66,7 %). Из 118 активных работали 113 человек (61 мужчина и 52 женщины), безработных было 5 (1 мужчина и 4 женщины). Среди 52 неактивных 12 человек были учениками или студентами, 23 — пенсионерами, 17 были неактивными по другим причинам.

## Достопримечательности
- Церковь Успения Пресвятой Богородицы (XII век). Памятник истории с 2001 года[3]